# Securing Energy for Europe
Die SEFE Securing Energy for Europe GmbH mit Sitz in Berlin ist ein internationales Energieunternehmen. SEFE ist entlang der Energie-Wertschöpfungskette aktiv, von der Beschaffung über den Handel bis hin zu Vertrieb, Transport und Speicherung. SEFE ist mit einem jährlichen Vertriebsvolumen von 200 TWh Gas und Strom einer der wichtigsten Lieferanten von Industriekunden in Europa und beliefert über 50.000 Kunden, von kleinen Unternehmen bis hin zu Stadtwerken und multinationalen Konzernen.
Das Unternehmen firmierte bis 20. Juni 2022 als Teil des russischen Gaskonzerns Gazprom unter dem Namen Gazprom Germania GmbH; es wurde nach dem russischen Überfall auf die Ukraine 2022 von der deutschen Regierung unter treuhänderische Verwaltung der Bundesnetzagentur gestellt und später verstaatlicht. Eigentümer der SEFE ist der Bund.

## Hintergrund
SEFE betreibt in Deutschland über sein Tochterunternehmen SEFE Storage (ehem. astora) unter anderem die Erdgasspeicher in Rehden (größter Erdgasspeicher Westeuropas, siehe Gasspeicher Rehden) und in Jemgum sowie in Österreich den Gasspeicher Haidach. Gascade ist eine Tochtergesellschaft von SEFE und betreibt Ferngasleitungen.

## Restrukturierung 2022
Am 25. März 2022 trat die Gazprom Export LLC (GPE; ООО Газпром Экспорт) die von ihr gehaltenen Anteile an Gazprom Germania in Höhe von 100 % an die Gazprom Export Business Services LLC (GPEBS; ООО Газпром Экспорт Бизнес-Сервисы, Sitz: Sankt Petersburg) ab. Zum 31. März 2022 wurden 0,1 % der Anteile an der GPEBS auf die Palmary JSC (АО Палмэри, Sitz: Moskau) übertragen; 99,9 % verblieben als stimmrechtslose Eigenanteile bei der GPEBS selbst, so dass Palmary die GPEBS und damit auch Gazprom Germania kontrolliert hätte. Am 1. April 2022 wurde seitens der neuen Eigentümer ein Beschluss zur Liquidation von Gazprom Germania gefasst.
Der mittelbare Erwerb durch das konzernfremde Unternehmen Palmary am 31. März 2022 begründete nach § 55 der Außenwirtschaftsverordnung (AWV) ein Prüfrecht für das Bundesministerium für Wirtschaft und Klimaschutz (BMWK), wobei in dem Verfahren zu berücksichtigen war, dass es um Kritische Infrastruktur im Sinne des BSI-Gesetzes ging (§ 55a Abs. 1 Nr. 1 AWV, § 2 Abs. 1 Nr. 2 BSI-KritisV). Da der Abschluss des schuldrechtlichen Vertrags über den Erwerb nach § 55a Abs. 4 AWV meldepflichtig war, war laut BMWK der Erwerb selbst nach § 15 Abs. 3 des Außenwirtschaftsgesetzes (AWG) ipso iure schwebend unwirksam. Hieraus folgte zugleich ein Verbot der Stimmrechtsausübung für den Erwerber (§ 15 Abs. 4 Satz 1 Nr. 1 AWG; strafbewehrt, § 18 Abs. 1b Nr. 1 AWG); auch der Liquidationsbeschluss war somit unwirksam. Zusätzlich zu diesen Feststellungen setzte das BMWK am 4. April 2022 nach den §§ 6, 4 Abs. 1 Nr. 4 AWG die Bundesnetzagentur bis zum 30. September 2022 als Treuhänderin für die Anteile an der Gazprom Germania ein.
Am 8. April 2022 wurde bekannt, dass die Bundesnetzagentur eine Insolvenz des von ihr verwalteten Unternehmens befürchtet. Da eine Insolvenz gravierende Folgen für die Erdgasversorgungslage in Deutschland hätte, forderte die Bundesnetzagentur alle Geschäftspartner des Unternehmens dazu auf, ihre Geschäftsbeziehung zur Gazprom Germania fortzusetzen. Am 3. Juni 2022 wurde Egbert Laege durch die Bundesnetzagentur als Geschäftsführer eingesetzt. Am 14. Juni 2022 gab das Bundeskanzleramt bekannt, dass Deutschland dem Unternehmen ein Darlehen der Kreditanstalt für Wiederaufbau (KfW) gewähren will, um die drohende Insolvenz abzuwenden. Seit dem 20. Juni 2022 firmiert die ehemalige Gazprom Germania GmbH unter dem neuen Namen SEFE Securing Energy for Europe GmbH, um die Unabhängigkeit von der ehemaligen Muttergesellschaft Gazprom auch nach außen hin sichtbar zu machen.
Mit Wirkung zum 14. November 2022 wurde das Unternehmen verstaatlicht und befindet sich somit im Bundeseigentum.

## Sanktionierung durch den russischen Staat
Der russische Präsident Wladimir Putin verbot am 11. Mai 2022 Geschäfte mit SEFE. Die russische Regierung veröffentlichte am 11. Mai 2022 eine Verfügung mit einem unverzüglich in Kraft tretenden Handelsverbot, nach der mit insgesamt 31 aufgelisteten Firmen von russischer Seite aus keine Geschäfte mehr getätigt werden dürfen. Klaus Müller, Chef der Bundesnetzagentur, erklärte: „Es ist ein chirurgisches Dekret.“ Es seien bis jetzt Handels- und Speichertöchter von Gazprom Germania betroffen. Oliver Krischer, Parlamentarischer Staatssekretär beim Bundesminister für Wirtschaft und Klimaschutz, erklärte, dass Präsident Putin „Energieimporte als Waffe“ einsetze.

## Neuausrichtung ab 2022
Nach der Verstaatlichung im November 2022 hat sich SEFE strategisch neu ausgerichtet. Laut CEO Laege ist es erklärtes Ziel des Unternehmens, sein Portfolio zu diversifizieren und neue Lieferquellen zu erschließen. Dadurch plant das Unternehmen, profitabler zu werden und schließlich eine Reprivatisierung bis Ende 2028 zu durchlaufen.
SEFE verkündete im Juni 2023 den Abschluss eines langfristigen LNG-Liefervertrags mit dem US-Unternehmen Venture Global LNG, der jährliche Lieferungen von rund drei Milliarden Kubikmetern LNG über einen Zeitraum von 20 Jahren vorsieht. Im Dezember 2023 vereinbarten SEFE und das norwegische Unternehmen Equinor Gaslieferungen im Umfang von zehn Milliarden Kubikmetern Gas, was rund ein Drittel des industriellen Bedarfs in Deutschland darstellt. Die Vereinbarung läuft bis 2034.
2024 schloss das Unternehmen weitere langfristige Lieferverträge ab. Im März 2024 unterzeichnete Laege einen Liefervertrag über 0,4 Millionen Tonnen LNG jährlich über einen Zeitraum von 2026 bis 2029 mit Oman LNG ab. Einer Absichtserklärung mit der emiratischen ADNOC vom März folgte im November 2024 ein erster Liefervertrag, der ab 2028 eine jährliche Lieferung von einer Million Tonnen LNG über 15 Jahre vorsieht. Dazu kommen Verträge mit dem US-Unternehmen ConocoPhillips über bis zu neun Milliarden Kubikmeter Erdgas sowie mit Angola LNG über einer halbe Million Tonnen LNG.
Nach Aussage von Laege möchte das Unternehmen dazu beitragen, die deutsche Wasserstoff-Infrastruktur aufzubauen. Dies geschehe auf Basis der bisherigen Tätigkeiten im Transport- und Speichersektor. Unter anderem plane SEFE in Jemgum den Bau eines Wasserstoffspeichers mit einer Kapazität von einer halben Terawattstunde. Eine jüngst beschlossene Partnerschaft mit Eletrobras sieht außerdem vor, ab 2030 jährlich 200.000 Tonnen grünen Wasserstoff aus Brasilien zu importieren.

## Weiterer Unternehmensumbau
Im Juni 2024 benannte SEFE seine Tochterunternehmen WINGAS und astora in SEFE Energy und SEFE Storage um. Die Umbenennung bündelt die verschiedenen Unternehmensbereiche unter einer gemeinsamen Identität.
Seit August 2024 ist SEFE außerdem Alleingesellschafterin des Gas-Transportunternehmens WIGA, nachdem eine Beteiligung der Wintershall Dea von SEFE übernommen wurde. Damit ist das Unternehmen für mehr als 4000 Kilometer Gasnetze in Deutschland verantwortlich.

## Kritik
Zahlen der EU-Kommission zeigen, dass Staaten nach dem russischen Überfall auf die Ukraine nach wie vor russisches Erdgas in die Europäische Union importieren. Anders als bei anderen Rohstoffen ist der Import von LNG nicht verboten. SEFE ist deshalb weiterhin Abnehmer von russischem LNG und liefert dieses unter anderem nach Frankreich. Dies wird unter anderem von der EU-Kommission oder der Deutschen Umwelthilfe kritisiert.
SEFE begründet ihr Vorgehen damit, dass es keine Rechtsgrundlage zur Kündigung oder Aussetzung von Verträgen mit Lieferanten in Russland gäbe, da Importe nicht verboten seien. Das LNG müsse bezahlt werden, ob SEFE es abnehme oder nicht.